# T. J. DiLeo
Anthony David „T. J.“ DiLeo (* 22. Juni 1990 in Düsseldorf) ist ein US-amerikanisch-deutscher Basketballtrainer und ehemaliger -spieler. In der Basketball-Bundesliga bestritt er für die Gießen 46ers und die Telekom Baskets Bonn insgesamt 178 Spiele. Er war deutscher Jugendnationalspieler.

## Karriere

### Spieler
Tony junior („T. J.“) DiLeo ist der Sohn von Tony DiLeo, der in den 1980er Jahren erfolgreich als Basketballtrainer in Deutschland tätig war und später Generalmanager sowie kurzzeitiger Trainer des NBA-Klubs Philadelphia 76ers war. Auch seine gebürtig aus Rumänien stammende Mutter Ana Aszalos war Basketballspielerin, die Erfolge mit DJK Agon 08 Düsseldorf feierte. Kurz nach der Geburt von T. J. DiLeo zog die Familie 1990 in die Heimat seines Vaters, wo dieser zunächst als Scout der Philadelphia 76ers eine Tätigkeit übernahm, und wurde in DiLeos alter Heimat South Jersey, dem zur Metropolregion Philadelphia gehörenden Süden New Jerseys, sesshaft.
Er war Basketballspieler der Schulmannschaft der Cinnaminson High School, für die bereits sein Vater gespielt hatte. In Philadelphia begann T. J. DiLeo ein Studium an der Temple University, wo er ab 2008 für die Hochschulmannschaft Owls damals in der Atlantic 10 Conference (A-10) der NCAA spielte. In seiner ersten Spielzeit als Freshman zog sich DiLeo zu Saisonbeginn eine Knöchelverletzung zu und setzte daraufhin die Spielzeit (englisch: „redshirted“) aus. Aber auch in den nachfolgenden Spielzeiten tat sich DiLeo schwer, in die Anfangsaufstellung der Owls zu gelangen und kam meist von der Bank als Einwechselspieler ins Spiel. In seiner letzten Spielzeit kam er in 19 Minuten durchschnittlicher Einsatzzeit nur auf knapp drei Punkte je Begegnung, galt aber als einer der stärksten Verteidiger in der Mannschaft, während er als deutscher Jugendauswahlspieler bei der U20-Europameisterschaft 2010 auch einer der besten Korbschützen der Auswahl des Deutschen Basketball-Bundes war, als die erst im letzten Spiel den Klassenerhalt in der Division A der besten europäischen Jugendauswahlmannschaften sicherstellte. 2010 gewann DiLeo mit den Owls das Meisterschaftsturnier der A-10 und erreichte in allen seinen Spielzeiten für die Owls das landesweite NCAA-Endrundenturnier, bei dem man aber immer spätestens nach dem zweiten Spiel aus dem Turnier ausschied.
Nach dem Studienende 2013 begann DiLeo in seinem Geburtsland Deutschland eine Laufbahn als Berufsbasketballspieler, wo er sich den Gießen 46ers, Nachfolger des Traditionsvereins MTV Gießen, anschloss. Beim Erstliga-Absteiger spielte er unter Denis Wucherer, der DiLeo bereits als Trainer der Juniorennationalmannschaft betreut hatte. Die Gießener hatten die letzte Erstliga-Saison nach finanziellen Problemen abgeschlagen als Tabellenletzter beendet und waren erstmals aus der höchsten Spielklasse abgestiegen. Beim Neuaufbau in der ProA-Spielzeit 2013/14 erreichte man den vierten Hauptrundenplatz, verlor aber dann die entscheidende Halbfinalserie um den Wiederaufstieg glatt gegen den späteren Zweitligameister BG Göttingen, der daraufhin in die erste Liga zurückkehrte. Für die ProA-Saison 2014/15 wurde DiLeo zum Mannschaftskapitän Gießens ernannt. Als Kapitän stand er über 30 Minuten pro Spiel auf dem Feld und führte die Mittelhessen in der Meisterrunde ungeschlagen zum Wiederaufstieg in die Bundesliga. 
Nach der Saison 2015/16, in der DiLeo 20 Einsätze für Gießen in der Bundesliga bestritt und dabei im Schnitt 5,6 Punkte erzielte, 2,4 Rebounds einsammelte sowie 2,2 Korbvorlagen gab, verließ er den Verein und wechselte zum Bundesliga-Konkurrenten Telekom Baskets Bonn. Dort blieb er über fünf Jahre und verließ nach Ende der Saison 2020/21 den Verein.

### Trainer
2021 trat DiLeo im Stab der NBA-Mannschaft Philadelphia 76ers eine Stelle als Trainer für Spielerentwicklung an, in dessen Rahmen er unter anderem für Einzeltrainingseinheiten zuständig wurde.